# Peter Spaenhoven
Peter Spaenhoven (Wilrijk, 18 maart 1963) was een Belgisch wielrenner.

## Overwinningen
1990
- Schaal Sels

1991
- Mechelen
- Melle

1992
- Strombeek-Bever
- Merelbeke

1994
- Hannut

1995
- Aalsmeer
- Ruddervoorde
- Oostende
- Ruisbroek - Puurs
- Kortemark

1996
- GP Dr. Eugeen Roggeman – Stekene
- Nationale Sluitingsprijs
- GP Raf Jonckheere
- Oostrozebeke
- Wetteren

1997
- Deinze
- GP Stad Sint-Niklaas
- Grote 1-Mei Prijs

## Resultaten in voornaamste wedstrijden
| Jaar | Gent-Wevelgem | Parijs-Brussel |
| ---- | ------------- | -------------- |
| 1990 | 97e           | 10e            |
| 1991 |               | 58e            |
| 1994 |               | 45e            |
| 1996 |               | 56e            |
| 1997 | 27e           |                |